# Blériot-SPAD S.56
Blériot-SPAD S.56 — семейство французских авиалайнеров, разработанных в 1920-х годах на основе конструкции предыдущей модели, S.33. Самолёты всех последующих модификаций S.56 получили новое цельнометаллическое крыло вместо деревянного и переделанный пассажирский салон с двумя рядами двойных сидений; также была добавлена вторая дверь в салон.

## Модификации
S.56/1базовая модификация с звездообразным двигателем Salmson CM.9 (260 л.с. / 194 кВт), а позднее — с Gnome & Rhône 9Aa (лицензионный Bristol Jupiter, (380 л.с. / 280 кВт). Построен 1
S.56/2двигатель Gnome & Rhône 9Ab (420 л.с. / 310 кВт), построено 1.
S.56/3улучшенное шасси, двигатель Gnome & Rhône 9Aa (380 л.с. / 280 кВт), построено 8.
S.56/4изменён фюзеляж; кабина перенесена между двигателем и пассажирским салоном (во всех предыдущих модификациях S.33 она находилась в задней части салона); в салон добавлено дополнительное двухместное сиденье, что увеличило число пассажирских мест до 6. Двигатели Gnome & Rhône 9Ady (420 л.с. / 310 кВт). Построено 8 и ещё 2 переделаны из S.56/3.
S.56/5пассажирский салон разделён на две части, с четырьмя сиденьями и двумя во втором отсеке, который можно было быстро переоборудовать в грузовой. Построено 2, ещё 6 переделаны из S.56/3 и 2 из S.56/4.
S.56/6аналогично S.56/3, доработан для буксировки рекламных баннеров компании Air Publicité, двигатель Gnome & Rhône 9Ab (420 л.с. / 310 кВт). Построено 2; один из них попал в Испанию, где в период Гражданской войны использовался в составе Республиканских ВВС как транспортный.

## Тактико-технические характеристики (S.56/4)

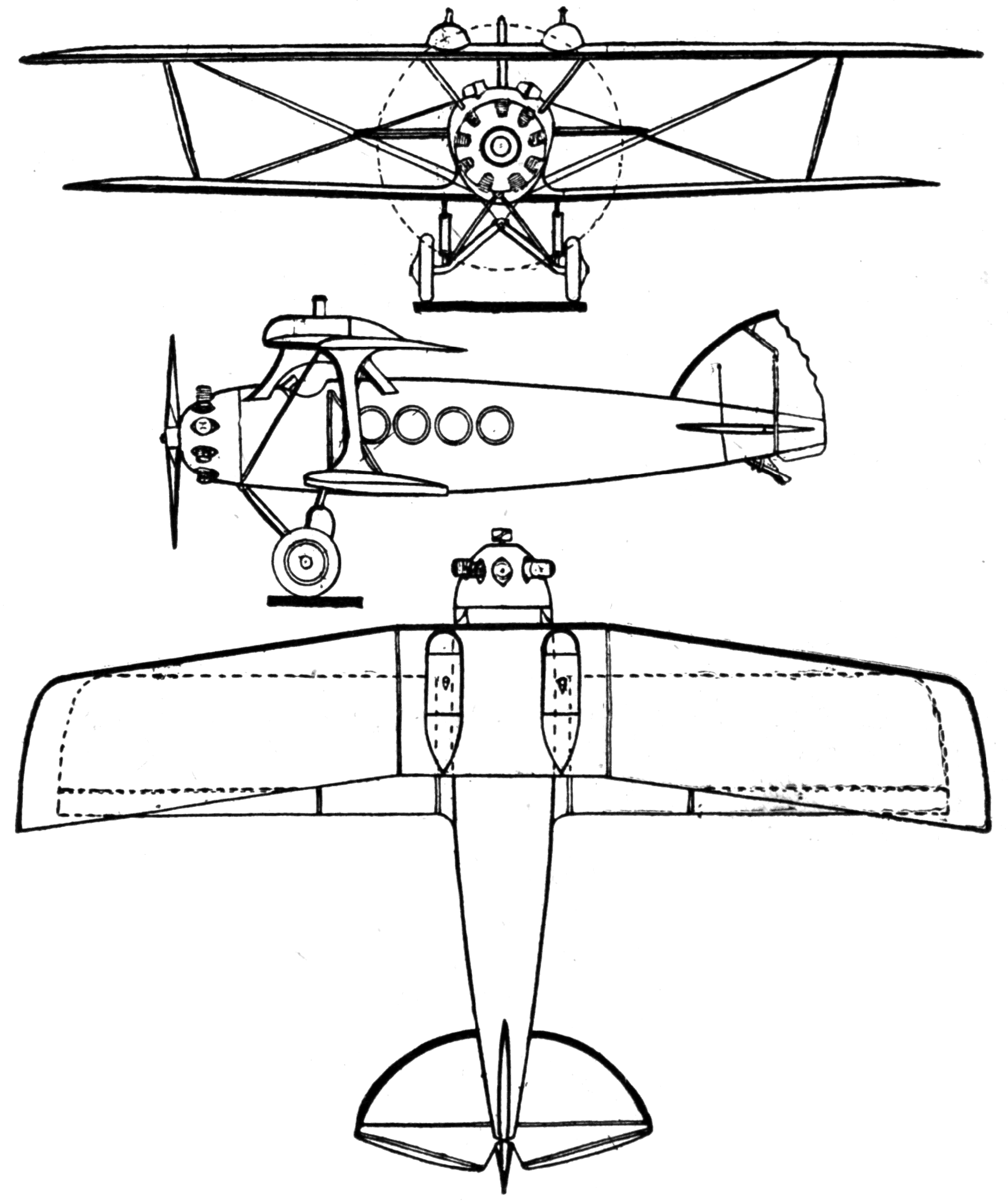
Схема Bleriot SPAD S.56/4 из журнала "Les Ailes" от 1.12.1927 г.

Источник данных: Jane's all the World's Aircraft 1928, Aviafrance: SPAD S.56/4

Технические характеристики
- Экипаж: 1
- Пассажировместимость: 6
- Длина: 9 м
- Размах крыла: 13,08 м
- Высота: 4,1 м
- Площадь крыла: 46,07 м² (обоих крыльев)
- Масса пустого: 1 253 кг
- Нормальная взлётная масса: 2 428 кг
- Силовая установка: 1 × 9-цилиндровый радиальный воздушного охлаждения Gnome & Rhône 9Ady
- Мощность двигателей: 1 × 420 л. с.

Лётные характеристики
- Максимальная скорость: 195 км/ч
- Практическая дальность: 620 км
- Практический потолок: 4 800 м
- Нагрузка на крыло: 52 кг/м²
- Тяговооружённость: 129,4 Вт/кг

## Эксплуатанты
Франция
- Air Union (S.56/3, S.56/4)[2]

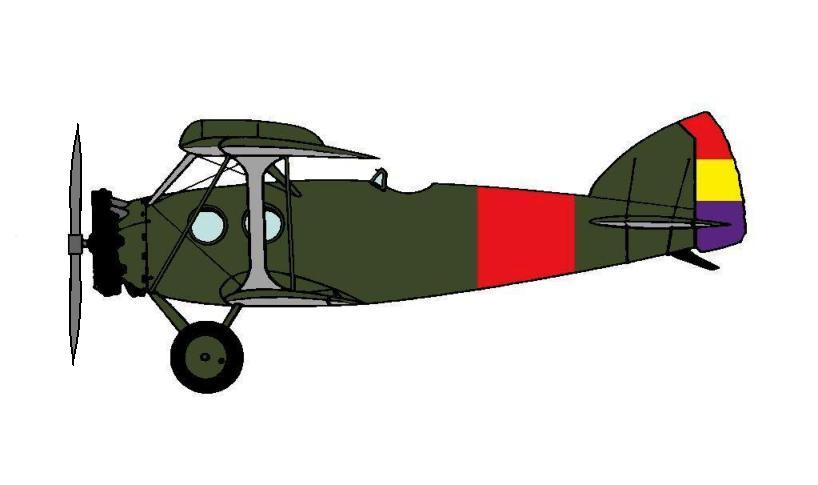
Испанский Blériot-Spad S.56/6

- CIDNA (S.56/1, S.56/3, S.56/4, S.56/5)[2]

 Республиканская Испания
- Испанская республиканская авиация (S.56/6)